# Nos années folles
Nos années folles è un film del 2017 diretto da André Téchiné, adattamento cinematografico di La garçonne e l'assassino, di Fabrice Virgili e Danièle Voldman.

## Trama
Il film narra la storia vera di Paul Grappe, un soldato francese che, durante la Prima Guerra Mondiale, disertò e che, per evitare di essere ricatturato e rispedito al fronte, si travestì da donna con l'aiuto di sua moglie, Louise Landy.